# Pål Alexander Kirkevold
Pål Alexander Kirkevold, né le 10 novembre 1990 à Re en Norvège, est un footballeur international norvégien qui évolue au poste d'avant-centre au Ham-Kam.

## Biographie

### En club
Né à Re en Norvège, Pål Alexander Kirkevold est formé par le Molde FK mais ne joue aucun match avec l'équipe première. C'est avec Hamarkameratene qu'il commence sa carrière professionnelle.
Le 2 décembre 2011 est annoncé le transfert de Kirkevold au Mjøndalen IF pour un contrat de deux ans.
Il rejoint ensuite le Sandefjord Fotball, toujours en deuxième division norvégienne mais dès sa première saison il termine meilleur buteur du championnat, est élu meilleur joueur de la ligue et contribue à la promotion du club en première division norvégienne.
En août 2015, Kirkevold s'engage avec le club danois de l'Hobro IK. Avec cette équipe il termine meilleur buteur du championnat en 2017-2018 avec un total de 22 réalisations.
Le 30 juillet 2021, Pål Alexander Kirkevold s'engage en faveur du Stabæk Fotball.
Le 30 janvier 2022, Pål Alexander Kirkevold fait son retour dans le club de ses débuts, l'Ham-Kam. Il signe un contrat courant jusqu'à la fin de l'année avec le club tout juste promu en première division,.

### En équipe nationale
En octobre 2017 Pål Alexander Kirkevold est convoqué pour la première fois avec l'équipe nationale de Norvège par le sélectionneur Lars Lagerbäck. Le 11 novembre 2017, il honore sa première sélection avec la Norvège lors d'un match amical face à la Macédoine du Nord. Il entre en jeu ce jour-là à la place d'Alexander Sørloth et son équipe s'incline sur le score de 2-0.

## Palmarès
Sandefjord Fotball
- Championnat de Norvège D2 (1) :
  - Champion : 2014.

## Distinctions personnelles
- Meilleur buteur du Championnat de Norvège de D2 en 2014
- Meilleur joueur du Championnat de Norvège de D2 en 2014
- Meilleur buteur du Championnat du Danemark saison 2017-2018